# Point of Rocks
Point of Rocks es un lugar designado por el censo (CDP) en el condado de Sweetwater, Wyoming, Estados Unidos. Según el censo de 2000, el CDP tenía una población total de tres personas. Según la Oficina del Censo de Estados Unidos, este CDP es uno de los nueve lugares en todo el país con una población de tres personas. Los otros son East Blythe, California, municipio de North Red River, Minnesota, municipio de Rulien, Minnesota, Hush Lake, Minnesota, Pfeiffer Lake, Minnesota, Livermore, Nuevo Hampshire, Hillsview, Dakota del Sur, y Hobart Bay, Alaska.

## Geografía
Point of Rocks está ubicado en las coordenadas 41°40′42″N 108°47′29″O / 41.67833, -108.79139.
Según la Oficina del Censo de los Estados Unidos, el CDP tiene un área total de 4,7 km ², de los cuales todos son terrerstres y ninguno está cubierto de agua.

## Demografía
Según el censo del 2000, había tres personas, dos hogares, y una familia que residían en el CDP. La densidad de población era de 0.6/km ². Todos los residentes eran de raza blanca y entre los 45 y 64 años. La media de edad era de 63 años.
Un hogar era una pareja casada que vivía junta, mientras que el otro era un individuo de sexo masculino.
La renta mediana para una casa en el CDP era $ 41.250, y la renta mediana para una familia era $ 41.250. El ingreso per cápita para el CDP era $ 21.050.

## Educación
La educación pública de Point of Rocks está a cargo de la Escuela del distrito del condado de Sweetwater #1

## Central eléctrica Jim Bridge
Point of Rocks alberga la central eléctrica Jim Bridger. La instalación, de 2.110 megavatios propiedad de PacifiCorp, es una de las mayores instalaciones de generación de energía eléctrica al oeste de los Estados Unidos.